# Byšičky
Byšičky este o arie protejată (arie specială de conservare — SAC, sit de importanță comunitară — SCI) din Republica Cehă întinsă pe o suprafață de 17,52 ha, integral pe uscat.

## Localizare
Centrul sitului Byšičky este situat la coordonatele 50°24′54″N 15°36′49″E / 50.415°N 15.613611°E.

## Înființare
Situl Byšičky a fost declarat sit de importanță comunitară în aprilie 2005 pentru a proteja 1 specie de plante și 1 specie de animale. Situl a fost protejat și ca arie specială de conservare în decembrie 2013.

## Biodiversitate
Situată în ecoregiunea continentală, aria protejată conține 1 habitat natural: Mlaștini alcaline.
La baza desemnării sitului se află mai multe specii protejate:
- plante (1): moșișoare (Liparis loeselii)
- amfibieni (1): buhai de baltă cu burta roșie (Bombina bombina)